# Kingsmead Quarry

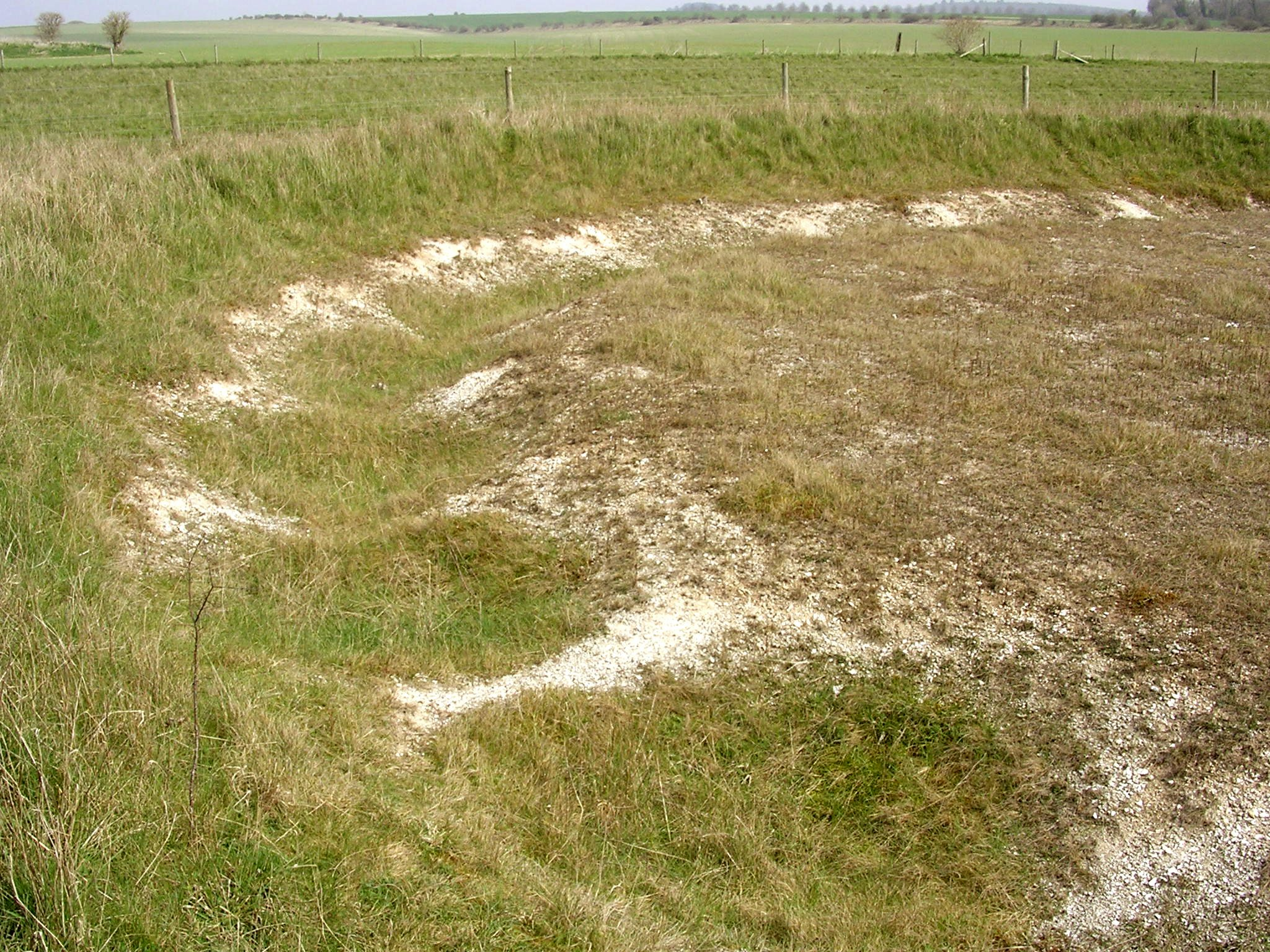
Unterbrochenes Grubenwerk – Beispiel Wyke down

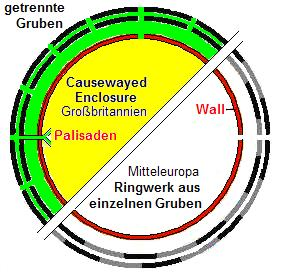
Kontinentale und britische Grubenwerke

Kingsmead Quarry ist ein Fundplatz nahe einem Steinbruch, etwa 3,3 km östlich vom Windsor Castle, etwa südlich von Horton, in Berkshire in England. Er ist eines der ältesten Grubenwerke (früher als Causewayed camps; heute als Causewayed enclosures oder interrupted-ditch enclosures bezeichnet) in Großbritannien. Der Versammlungsort ist mit vielfach unterbrochenen umlaufenden Gräben versehen.
2013 wurden vier frühneolithische, auf 3700 v. Chr. datierte Hausgrundrisse entdeckt. Wenige Hausgrundrisse dieses Datums wurden in England gefunden und selten waren es mehr als einer. Alle Häuser waren rechteckig. Das größte maß etwa 15,0 × 7,0 Meter. Zwei wurden aus Eichendielen in Fundamentgräben errichtet, während die anderen mittels Pfosten gebaut wurden.
Bis heute wurden über 28 Hektar des Steinbruchs untersucht. Die Konzentration am Kingsmead Quarry ist beispiellos im frühen England und stellt das aktuelle Verständnis darüber in Frage, wie Menschen vor mehr als 5.700 Jahren lebten.